# Maderne
Maderne (llamada oficialmente San Pedro de Maderne) es una parroquia y una aldea española del municipio de Fonsagrada, en la provincia de Lugo, Galicia.

## Organización territorial
La parroquia está formada por cinco entidades de población:

### Entidades de población
Entidades de población que forman parte de la parroquia:
- Castañoso
- Liñares (Liñares de Maderne)
- Maderne
- Silvachá

### Despoblado
Despoblado que forma parte de la parroquia:
- Murias

## Demografía

### Parroquia
| Gráfica de evolución demográfica de Maderne (parroquia) entre 2000 y 2019 |
|                                                                           |
| Datos según el nomenclátor publicado por el INE.                          |

### Aldea
| Gráfica de evolución demográfica de Maderne (aldea) entre 2000 y 2019 |
|                                                                       |
| Datos según el nomenclátor publicado por el INE.                      |